# Famor

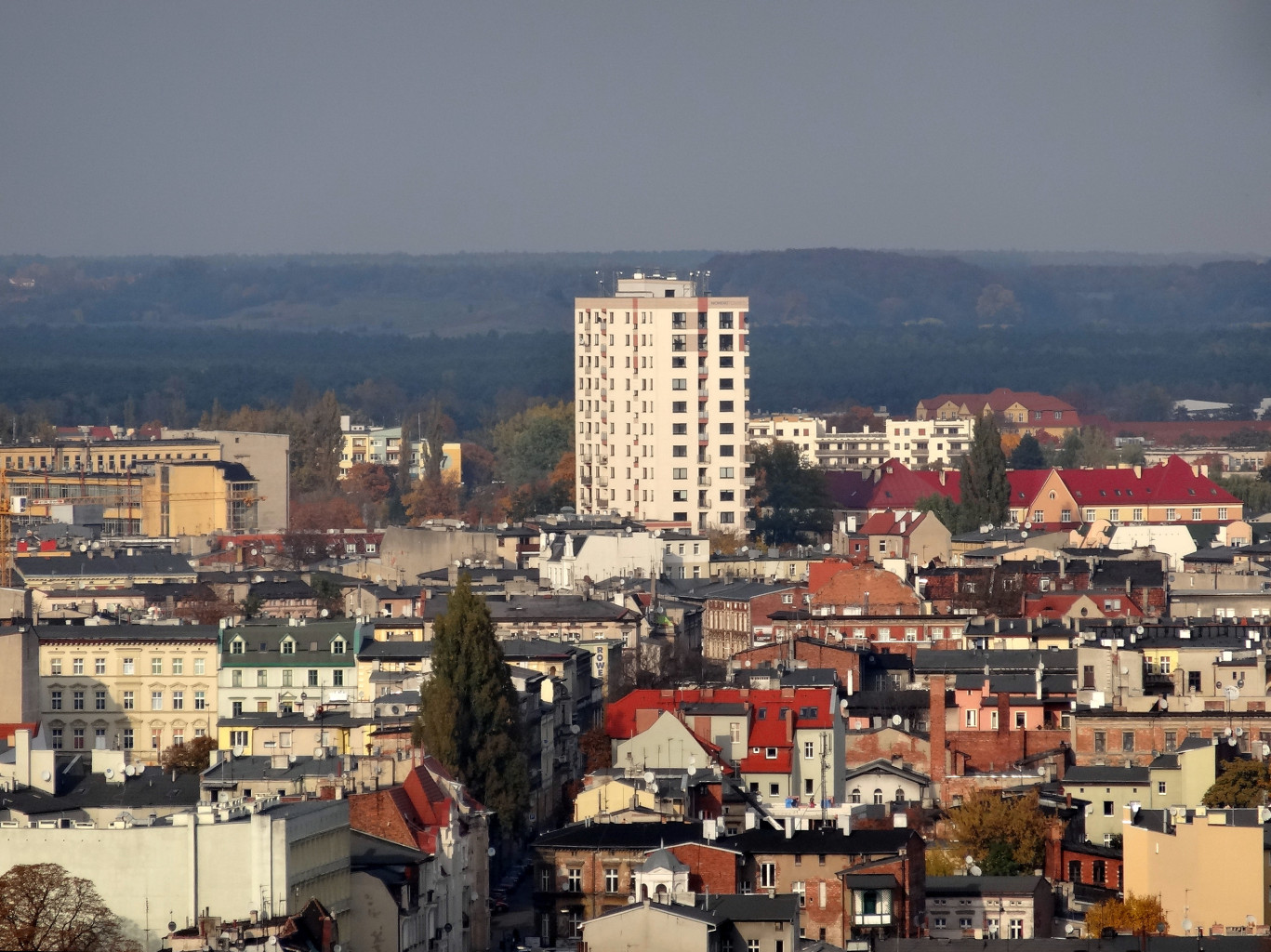
Dawny biurowiec Famoru górujący na tle zabudowy miasta

Famor S.A. – zakład w Bydgoszczy założony w 1952 roku, producent sprzętu elektrotechnicznego dla okrętownictwa, budownictwa i innych branż.

## Charakterystyka
Famor S.A. jest dostawcą kompleksowych rozwiązań z dziedziny oświetlenia i wyposażenia elektrycznego. Asortyment produkowanych wyrobów to m.in.: oprawy oświetleniowe wykorzystujące technologię LED lub tradycyjne źródła światła, osprzęt sygnalizacyjny, rozdzielnice elektryczne, pulpity nawigacyjne i sterownicze oraz projektory i naświetlacze. Oferta zakładu dotyczy rynku morskiego, budowlanego, przemysłu chemicznego i wydobywczego, szpitali oraz dla taboru szynowego i kołowego.
Firma posiada wiele certyfikatów jakości m.in. AQAP 2110, NATO, ISO 9001, ISO 13485. Dysponuje działem badawczo-rozwojowym. Oferuje ponadto usługi związane z obróbką mechaniczną metali, spawaniem oraz malowaniem proszkowym.
Do głównych partnerów Famoru należą: stocznie w Szczecinie, Gdańsku i Gdyni, Zakłady Cegielskiego w Poznaniu, KGHM Polska Miedź oraz hurtownie elektrotechniczne w Polsce. Zakład eksportuje wyroby m.in. do: USA, Wielkiej Brytanii, Francji, Niemiec, Holandii, Rosji i Ukrainy.

### Nagrody
- Gazela Biznesu 2014

## Historia

### Okres PRL
Zakłady powstały 1 stycznia 1952 zarządzeniem Ministra Przemysłu Drobnego i Rzemiosła pod nazwą Gdańska Fabryka Maszyn. Po dwóch miesiącach przemianowano je na Bydgoskie Zakłady Sprzętu Okrętowego i włączono do Centralnego Zarządu Przemysłu Okrętowego. Dysponowały one bazą przy ul. Racławickiej oraz przydzielonymi zakładami przemysłu terenowego: Fabryką Motorów i Maszyn przy ul. Nakielskiej 129 w Bydgoszczy, Fabryką Maszyn i Odlewnią Żeliwa w Brodnicy oraz Warsztatami Mechanicznymi i Odlewniczymi w Żninie. Później uruchomiono nowy zakład przy ul. Gdańskiej 109, przewidziany na centralną narzędziownię i bazę remontową dla wszystkich zakładów podległych Zarządowi Przemysłu Okrętowego. W 1954 przedsiębiorstwa zamiejscowe usamodzielniły się, a fabryka przy ul. Nakielskiej została zlikwidowana. W końcu 1954 zatrudnienie w przedsiębiorstwie wynosiło 316 osób, w tym 54 kobiet.
1 stycznia 1956 Bydgoskie Zakłady Sprzętu Okrętowego przeszły pod nadzór Ministerstwa Przemysłu Maszynowego. Mieściły się one wówczas w kilku obiektach na terenie miasta: ul. Ślusarskiej (dyrekcja), ul Racławickiej 6 i ul. Gdańskiej 109. W 1963 zmieniono nazwę zakładów na Bydgoskie Zakłady Sprzętu Okrętowego „Famor”.
Początkowo asortyment produkowanych wyrobów obejmował m.in.: maszynki dentystyczne, patelnie, kleszcze stolarskie i inne narzędzia mechaniczne, a od 1954 oprawy oświetleniowe, reflektory, latarnie nawigacyjne i projektory okrętowe. W 1956 zakład przekształcił się w przedsiębiorstwo przemysłu elektrotechnicznego. Służyło temu przejęcie produkcji osprzętu oświetleniowego Zakładów Aparatury Precyzyjno-Oświetleniowej w Świebodzinie i adaptowanie produkcji rozdzielnic skrzynkowych Zakładów Okrętowych Urządzeń Elektrycznych w Gdańsku. Produkcja w latach 1955-1965 wzrosła 2,5-krotnie.
W 1961 w nowym budynku przy ul. Racławickiej 6 uruchomiono produkcję urządzeń nawigacyjnych, sygnalizacyjnych, rozruszników, rozdzielnic, oświetleń, reflektorów i telegrafów. Produkcja ta opierała się już na opracowaniach własnego biura konstrukcyjnego. W 1964 oddano do użytku nowy obiekt produkcyjny, w którym poza dyrekcją i przychodnią zakładową, znalazły się: galwanizernia, malarnia, wydział obróbki mechanicznej oraz działy montażu elektrycznego. W 1970 zatrudnienie wynosiło 1800 osób, a zakład należał do Zjednoczenia Przemysłu Okrętowego w Gdańsku.
W latach 70. w obliczu rozwoju przemysłu stoczniowego przystąpiono do rozbudowy zakładu na północnym obrzeżu Śródmieścia Bydgoszczy między ulicami: Kaszubską, Świecką, Racławicką, i Bocianowo. Na placu po starej zabudowie wzniesiono hale produkcyjne, magazyny oraz obiekty pomocnicze (wydział remontowy, narzędziownia, prototypownia, laboratorium, warsztaty szkolne) oraz przystąpiono do budowy 13-kondygnacyjnego wieżowca. Zakład wyposażono w nowe maszyny i urządzenia. Powstał Zakładowy Ośrodek Obliczeniowy z własnym komputerem ICL2903. W latach 70. nastąpił dwukrotny wzrost produkcji oraz rozbudowa zaplecza socjalnego o stołówkę, rozgłośnię zakładową, ośrodek wypoczynkowy w Pieczyskach nad Zalewem Koronowskim, gdzie miał swoją przystań klub żeglarski.
Od 1975 rozpoczęto produkcję seryjną opraw szpitalnych oraz układów zdalnego sterowania silnikami okrętowymi, telegrafów i wskaźników. W 1977 zmieniono nazwę firmy na Zakłady Urządzeń Okrętowych „Famor”. Przedsiębiorstwo utrzymywało kontakty z odbiorcami w 16 krajach. Do Kanady eksportowano układy zdalnego sterowania silnikiem głównym, do krajów RWPG specjalistyczne reflektory, telegrafy maszynowe, latarnie nawigacyjne i tablice rozdzielcze. Sprzęt okrętowy z Famoru znany był także w RFN, Francji, Wielkiej Brytanii, Norwegii, Szwecji, Finlandii i Portugalii. W 1977 roku produkcja eksportowa firmy przyniosła gospodarce 13 mln zł dewizowych
27 sierpnia 1980 w zakładzie rozpoczęto strajk solidarnościowy z robotnikami Wybrzeża. W zakładzie powstał NSZZ „Solidarność”, którego działacze w stanie wojennym zostali internowani.
W 1983 oddano do użytku okazały biurowiec przedsiębiorstwa, w 1987 uruchomiono linię projektowania i produkcji obwodów drukowanych, a w 1988 wdrożono zintegrowany system elektronicznego przetwarzania danych.

### Okres III RP
W 1994 w okresie transformacji ustrojowej przedsiębiorstwo przekształciło się w spółkę akcyjną, której pierwszym prezesem został Tadeusz Borowicz. 60% akcji przejął VII Narodowy Fundusz Inwestycyjny, 25% zachował Skarb Państwa, a 15% przekazano załodze. Od lat 90. wyroby przedsiębiorstwa były stale obecne na międzynarodowych targach organizowanych w kraju i za granicą: w Niemczech, Holandii, Norwegii, Rosji, Ukrainie, Białorusi, Estonii, Łotwie, Litwie i Czechach. Na wystawach zdobywały one prestiżowe nagrody i wyróżnienia.
W 2000 opracowano system nowoczesnych projektorów okrętowych ze stali nierdzewnej oraz wdrożono produkcję rozdzielnic okrętowych oraz elementów układów sterujących. Coraz większe znaczenie miała produkcja dla branż innych niż stoczniowa (szpitalnictwo, kolejnictwo).
W 2003 wartość sprzedaży wyniosła 27 mln zł. Część hal produkcyjnych i pomieszczeń biurowych wynajęto innym podmiotom gospodarczym. Ograniczono administrację, a liczba zatrudnionych spadła do 250 osób. W 2003 VII NFI sprzedał pakiet ponad 50% akcji dwom prywatnym inwestorom spoza branży stoczniowej.
Po 2005 firma sprzedała wieżowiec administracyjny firmie deweloperskiej Nordic Development, która w latach 2007–2009 przebudowała go na budynek mieszkalno-biurowy Nordic Tower. W 2010 otrzymał on Grand Prix w ramach konkursu „Budowa na medal Pomorza i Kujaw” w kategorii obiekt modernizowany.
W 2013 firma otrzymała dofinansowanie na projekt wdrożenia eksportu współfinansowany przez Unię Europejską z Europejskiego Funduszu Rozwoju Regionalnego w ramach Programu Operacyjnego Innowacyjna Gospodarka, 2007-2013.
Od 2017 w dawnej hali fabrycznej Famoru przy ul. Świeckiej 8 (w której produkowano oświetlenie) działa restauracja "Stara Fabryka" z galerią obrazów, centrum wspinaczkowe oraz klub motocyklowy.